# Sünde mit Rabatt
Sünde mit Rabatt ist ein deutscher Erotik- und Sexploitationfilm aus dem Jahre 1968.

## Handlung
In der „Pension Apollo“, einem Großstadtpuff, warten wie jeden Abend die Frauen auf ihre zahlenden Kunden. Einige der Mädchen bedienen in den Hinterzimmern ihre Freier, während im Veranstaltungsraum vorn das Show-Programm beginnt. Es besteht aus Gesangs- und Stripteasenummern. Hier herrscht die „Madame“ des Etablissements mit wachsamen Augen und achtet darauf, dass keiner der allein angekommenen Herrn an seinem Tisch auch allein bleibt. Martina ist eine der jungen Damen, die die wohlhabenden Gäste um den einen oder anderen Geldschein erleichtern soll. Doch eigentlich gehen ihr ganz andere Dinge durch den Kopf. Ihr Zuhälter hatte sie geschwängert und denkt nicht daran, sich um das gemeinsame Kind zu kümmern, da er, ganz Egoist, keine Lust auf eine Beziehung hat. Seine Welt sind die anderen Mädchen, mit denen er viel Geld verdienen möchte.
Eines Tages wird Martina in einem Waldstück vor der Stadt ermordet aufgefunden. Der Kommissar nimmt sich dieses Falles an. Im Glauben, dass der Zuhälter und Vater des unehelichen Kindes der Täter sein müsse, fokussieren sich die Ermittlungen zunächst gegen diesen schäbigen Typen, doch die Polizei muss feststellen, dass er nicht der Mörder sein kann. Die unaufgeklärte Tat verursacht große Unruhe unter den Huren des „Apollo“, befürchtet doch jede von ihnen, sie könne die nächste sein. Nach zahlreichen Zwischenfällen kommt der Kommissar dem wahren Täter auf die Spur: es handelt sich dabei um einen alten, gescheiterten Artisten und Ehemann einer Stripteasetänzerin, der sich für erlittene Demütigungen rächen will. Von der Staatsmacht eingekreist, sieht er nur noch einen Ausweg: er springt von einem Dach in den Tod.

## Produktionsnotizen
Sünde mit Rabatt wurde am 22. März 1968 uraufgeführt.
Die Bauten entwarf K. Nentwig. Sexfilmverleiher Alois Brummer absolvierte hier einen kleinen Gastauftritt.

## Kritiken
„In den lauschigen Separees eines Nachtclubs blüht das sündige Geschäft. Das friedliche Treiben der Liebesspenderinnen ist jedoch nicht ungefährlich. Ein verschmähter Liebhaber bringt die Schönsten der Damen um. Die Jagd nach dem Mörder kann beginnen.“

Im Lexikon des Internationalen Films heißt es: „Schmierige Zuhälter, verbitterte Polizisten und lüsterne Kleinbürger in einem unbeholfen inszenierten Sexkrimi, dessen Visionen vom Nachtleben eher provinziell geraten sind.“

„Ein Film, der tief in triviale Klischees greift – und in das kollektive Unterbewusstsein, bis in die verborgensten Winkel, wie Heftchenromane es gern sagen.“